# Tall Hours in the Glowstream
Tall Hours in the Glowstream es el tercer álbum de estudio de la banda estadounidense de indie folk Cotton Jones. Fue publicado el 24 de agosto de 2010 a través de Suicide Squeeze Records.

## Composición
Michael Nau y Whitney McGraw grabaron la mayor parte del álbum en su sala de estar mientras se hospedaban en Winterville, Georgia, y el sonido del disco es a partes iguales música gospel, soul sureño y folk backwoods. El álbum es un cambio del ambiente nocturno del gótico sureño de The River Strumming y el folk psicodélico temperamental de Paranoid Cocoon a un chamber pop más brillante.

## Recepción de la crítica
Tall Hours in the Glowstream recibió reseñas mixtas de los críticos. En Metacritic, el álbum obtuvo un puntaje promedio de 68 sobre 100, basado en 13 críticas, lo cual indica “reseñas generalmente favorables”. Josh Modell, escribiendo para la revista Spin, declaró: “Hay un toque de neblina retro-futuro de Animal Collective durante los momentos más carnosos de Glowstream, como el encantador «Soft Mountain Shake», pero sobre todo se contenta con canalizar el pop diáfano de antaño”. Drew Litowitz de Consequence of Sound escribió: “Con el equilibrio perfecto de canto inmaculado, ingeniería deliciosamente arcaica, producción polvorienta y pura maestría musical, Tall Hours in the Glowstream podría ser uno de los mejores discos del año”. James Christopher Monger de AllMusic describió Tall Hours in the Glowstream como “un disco sólido, cálido y maravilloso de lado a lado”.

## Lista de canciones
Todas las canciones escritas y compuestas por Michael Nau y Whitney McGraw.
Lado uno
1. «Sail of the Silver Morning» – 3:26
2. «Somehow to Keep It Going» – 4:37
3. «Glorylight and Christie» – 3:36
4. «Man Climbs Out of the Winter» – 3:53
5. «Song in Numbers» – 3:28

Lado dos
1. «Soft Mountain Shake» – 1:57
2. «Place at the End of the Street» – 3:11
3. «More Songs for Margaret» – 3:41
4. «Goethe Nayburs» – 1:48
5. «Dream on Columbia Street» – 2:52
6. «No Things I Need (Like Some Time Ago)» – 3:03

## Créditos y personal
Créditos adaptados desde las notas de álbum de Tall Hours in the Glowstream.
Personal técnico
- Cotton Jones – productor[11]
- Clinton Jones – diseño de portada, maquetación
- Paul Lanham – fotografía